# シネマの窓
『シネマの窓』（シネマのまど）は、NHK衛星第2テレビジョン (NHK BS2) で2004年3月29日から2010年3月26日まで放送されていた映画情報番組である。
『シネマ・ナビゲーション』に替わってスタートしたミニ番組で、同様に週5日間の帯で放送。番組は、当日にBS2で放送される作品の見所をコンパクトに紹介。さらに近日放送予定の目玉作品も紹介していた。

## 放送時間
いずれも日本標準時、基本となる時間帯のみを掲載。編成の都合による放送時間繰り下げの例については列挙せず。
- 月曜 - 金曜 8:01 - 8:04（2004年度 - 2005年度）[1]
- 月曜 - 金曜 6:57 - 6:59、8:11 - 8:14（2006年度）[2][3]
- 月曜 - 金曜 6:52 - 6:55、8:00 - 8:03（2007年度）[4][5]
- 月曜 - 金曜 6:57 - 6:59、8:00 - 8:03、11:57 - 11:59（2008年度上半期）[6][7][8]
- 月曜 - 金曜 6:57 - 6:59、8:10 - 8:13、11:57 - 11:59（2008年度下半期）[9]
- 月曜 - 金曜 6:57 - 6:59、8:02 - 8:05、11:57 - 11:59（2009年度上半期）[10]
- 月曜 - 金曜 6:57 - 6:59、8:00 - 8:03、11:57 - 11:59（2009年度下半期）[11]

## 関連番組
- 衛星映画劇場
- シネマ・ナビゲーション
- BSシネマの贈りもの、シネマ堂本舗 - いずれも同時期にBS2で放送されていた映画情報番組。